# 黃順英
黃順英（韓語：황순영，1959年10月5日—），韓國電視劇編劇。

## 簡歷
黃順英編劇於1992年當選KBS劇本徵集比賽出道，其後曾在1990年代撰寫大量於《KBS Drama Game》時段播放的短劇，同時亦撰寫青少年電視劇。2000年，她撰寫的兒童電視劇《精靈Commy》創下平均收視率10%，最高收視率16%的紀錄，遠超當時普遍兒童節目僅有1%－2%收視的狀況。
在2006年寫畢《順玉》後，她專注於講授編劇課程之中，至2013年才再度復出撰寫作品《紅寶石戒指》。該劇為KBS 2TV日日連續劇時段重啟的首部作品，獲得24.6%的高收視。

## 作品

### 電視劇
| 年份   | 電視台 | 劇名                               |
| ------ | ------ | ---------------------------------- |
| 1993年 | KBS    | 特輯劇《總是新婚》                 |
| 1994年 | KBS    | Drama Game《去哪兒了，仁濟》       |
| 1994年 | KBS    | Drama Game《話劇結束後》           |
| 1995年 | KBS    | Drama Game《小雞》                 |
| 1995年 | KBS    | Drama Game《找老婆》               |
| 1995年 | KBS    | Drama Game《迴歸家園》             |
| 1995年 | KBS    | Drama Game《手持雙槍的男人》       |
| 1995年 | KBS    | 青少年電視劇《愛情開花的教室》     |
| 1996年 | KBS    | Drama Game《可愛的女人》           |
| 1996年 | KBS    | Drama Game《與殺戮的戰爭》         |
| 1996年 | KBS    | 日曜晨間劇《可愛的女人》           |
| 1997年 | KBS    | Drama Game《臨時演員》             |
| 1997年 | KBS    | Drama Game《第一夜的故事》         |
| 1997年 | KBS    | 青少年電視劇《起跑》               |
| 1998年 | KBS    | Drama Game《關於愛情和香煙》       |
| 1998年 | KBS    | Drama Game《繼父》                 |
| 1998年 | KBS    | Drama Game《樓下的女人》           |
| 1999年 | KBS    | Drama Game《像男人一樣生活的方法》 |
| 2000年 | KBS    | 情節劇《夫妻診所－愛情與戰爭》     |
| 2000年 | KBS    | 兒童電視劇《精靈Commy》            |
| 2003年 | KBS    | KBS2 日日劇《Hello! BalBari》      |
| 2006年 | KBS    | TV小說《順玉》                     |
| 2013年 | KBS    | KBS2 日日劇《紅寶石戒指》          |
| 2014年 | KBS    | KBS2 日日劇《布穀鳥巢》            |
| 2015年 | MBC    | 日日劇《偉大的糟糠之妻》           |
| 2021年 | KBS    | KBS2 日日劇《紅色高跟鞋》          |
| 2024年 | KBS    | KBS2 日日劇《醜聞》                |

## 個人生活
黃順英的丈夫為前KBS電視劇製作人，現任韓國廣播藝術教育振興院專業專職教授朴秀東（박수동），兩人育有一子一女。其子為CJ E&M在2007年推出的男子組合Supernova的成員健一。

## 外部連結
- NAVER （页面存档备份，存于）